# Centrum Demokratyczne (Serbia)

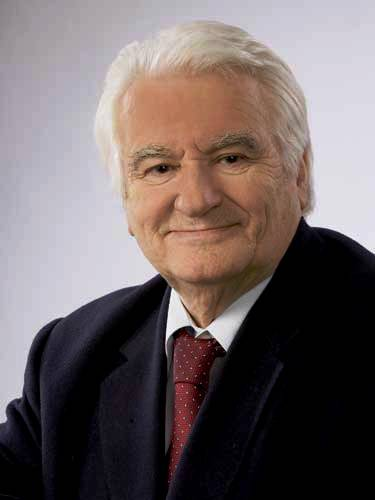
Dragoljub Mićunović – lider Centrum Demokratycznego przez cały okres istnienia partii

Centrum Demokratyczne (serb. Demokratski centar / Демократски центар, DC) – serbska partia polityczna o profilu centrowym, działająca w latach 1996–2004.
Ugrupowanie założył w 1996 filozof i dysydent Dragoljub Mićunović. Ugrupowanie z Demokratyczną Alternatywą i Nową Demokracją współtworzyło w 1999 koalicję DAN. Partia podjęła następnie współpracę z kolejnymi stronnictwami opozycyjnymi, przyłączając się do Demokratycznej Opozycji Serbii. DOS wygrała wybory w 2000, z listy sojuszu kilku przedstawicieli Demokratycznego Centrum uzyskało mandaty posłów do Zgromadzenia Narodowego. W 2003 DC wystartowało z listy Partii Demokratycznej, którą otwierał Dragoljub Mićunović. Wkrótce po wyborach centrum przyłączyło się do Partii Demokratycznej.